# John Kay
John Kay (Bury, 17 giugno 1704 – Francia, 1780) è stato un inventore inglese.
Nato nel Lancashire, è stato l'inventore della spoletta volante.
Rampollo di una famiglia della borghesia agiata (il padre era un ricco commerciante di stoffe), nel 1730 Kay aveva già ideato una macchina per battere la lana con delle aste mosse da camme. La fama gli deriva però dalla semplice ma fondamentale invenzione della spoletta volante, del 1733.
La spoletta viene mossa tirando una cordicella che aziona alternativamente due blocchetti di cuoio o di legno posti uno a destra e uno a sinistra dell'ordito.

Tirando la corda, il blocchetto di destra spinge la navetta verso sinistra. Qui, questa viene prima fermata e successivamente spinta verso destra dal blocchetto opposto.
Per i tessuti erano di norma necessari due tessitori per manovrare la navetta facendola passare a mano e a turno tra i fili dell'ordito. Con la navetta volante un solo tessitore era sufficiente, anzi un solo tessitore produceva una quantità di tessuto superiore a quella prodotta da due.
Inoltre, improvvisamente i tessitori consumavano più filo di quanto i filatori riuscissero a produrne.
Iniziò così una lunga gara che portò all'invenzione delle prime macchine per filare e poi al telaio completamente meccanizzato.